# 膽固醇液晶
膽固醇液晶（英語：cholesteric liquid crystal display，縮寫「ChLCD」），分子的排列方式會隨著溫度而變化，因此會反射不同波長的光，這種顏色隨溫度變化之特性，常用於溫度感測器、電子書、電子纸、數位看板上。
在世界上的所有的液晶顯示中，唯有膽固醇液晶具有雙穩態的特性，可以在不耗電的情況下仍然可以保持顯示的内容。類似的技術有EPD，也就是用來製造電子墨水屏的技術。

## 技術
膽固醇液晶技術可自然地存在兩種穩定的狀態：

堆疊並獨立驅動三層ChLCD可組成全彩電子紙。

- 平面狀態（planar）時液晶分子排列整齊，可以反射特定波長光線，此狀態可看到反射畫面的顏色。
- 焦點圓錐狀態（focal conic）的液晶分子排列讓光線穿透，此狀態可以看到液晶層下一層物質的顏色。

堆疊並獨立驅動三層ChLCD（藍、綠、紅）和一層黑色吸收膜，可組成全彩電子紙，可達到1,678萬色以上的色彩。
大約10-30%的環境光可以穿透ChLCD，因此台灣虹彩光電在膽固醇液晶底層嵌入太陽能電池，創造出Infinity Display，透過太陽能自發電，成為自供電的彩色電子紙。
1. ↑  . iiot.apacer.com.   [2024-08-16]. （原始内容存档于2024-08-16）.
2. ↑  BOOX.HK. . www.boox.hk. BOOX.HK.   [2018-11-15]. （原始内容存档于2018-11-04）.
3. ↑  . 2023-10-10  [2024-08-15]. （原始内容存档于2024-08-15） （中文（臺灣））.
4. ↑  . 2024-01-12  [2024-08-16]. （原始内容存档于2024-08-15） （中文（臺灣））.